# Interkosmos 13
Interkosmos 13 (Indeks COSPAR 1975-022A) – kolejny sztuczny satelita wprowadzony na orbitę okołoziemską w ramach programu Interkosmos. Satelita kontynuował cykl badań zapoczątkowanych przez satelity Interkosmos 3 i Interkosmos 5.

## Misja
W dniu 27 marca 1975 wystartował z Ziemi satelita Interkosmos 13. Miał on nowy program naukowy - obserwacje współoddziaływania na siebie cząstek obdarzonych ładunkiem elektrycznym i promieniowań elektromagnetycznych. Służącą do tego aparaturę zbudowali uczeni czechosłowaccy i radzieccy. Obserwacje prowadziły także Bułgaria, NRD i Węgry. Parametry orbity miały wartość: perygeum 296 km, apogeum 1714 km, okres obiegu 104,9 minuty, nachylenie orbity 83 stopnie. Masa satelity to 350 kg.

Przyrządy satelity działały do 16 czerwca 1975 roku, a satelita istniał około czterech lat.